# Bílý Kostel nad Nisou
Bílý Kostel nad Nisou település Csehországban, Libereci járásban. Bílý Kostel nad Nisou Chrastava, Zdislava, Rynoltice, Kryštofovo Údolí, Hrádek nad Nisou és Chotyně településekkel határos. Lakosainak száma 1093 fő (2024. január 1.).

## Népesség
A település lakosságának változását az alábbi diagram mutatja:
| Lakosok száma | 1630 | 1658 | 1557 | 943  | 874  | 771  | 969  | 1017 | 1063 | 1093 |
|               | 1869 | 1890 | 1921 | 1950 | 1980 | 2001 | 2017 | 2019 | 2022 | 2024 |